# BMW R 80 GS
Die BMW R 80 GS ist ein geländegängiges Motorrad des Fahrzeugherstellers BMW. 11.375 Einheiten wurden von der Enduro im BMW-Werk Berlin in Spandau von 1987 bis 1994 produziert.

## Geschichte
Die R 80 GS war das Nachfolgemodell der von 1980 bis 1987 gebauten BMW R 80 G/S (mit Schrägstrich), die damals leistungsstärkste Enduro und erste Reiseenduro. Gegenüber diesem Modell ist das Fahrverhalten durch die neukonstruierte Doppelgelenkschwinge (BMW Paralever) verbessert worden. Die kardanbedingten Lastwechselreaktionen (Stichwort: Gummikuh) konnten weitgehend eliminiert werden. Zusammen mit einer verbesserten Vorderradgabel wurde auch eine stärkere Bremsanlage eingebaut. Die neu entwickelten Kreuzspeichenräder ermöglichten die Kombination von schlauchlosen Reifen mit Speichenrädern. Die Motorcharakteristik wurde bei gleichbleibender Maximalleistung durch Änderung der Abgasanlage zugunsten eines höheren Drehmomentes verbessert.

## Technische Daten

### Antrieb
Der luftgekühlte Zweizylindermotor erzeugt aus 797,5 cm³ Hubraum eine Nennleistung von 37 kW (50 PS) und ein maximales Drehmoment von 61 Nm bei einer Drehzahl von 3750 min−1. Der längs eingebaute Boxermotor hat eine Bohrung von 84,8 mm und einen Hub von 70,6 mm.  Jeder Zylinderkopf hat je ein über Stößel, Stoßstangen und Kipphebel angesteuertes Ein- und Auslassventil (OHV-Ventilsteuerung). Der Viertaktmotor hat ein Verdichtungsverhältnis von 8,2:1 und eine Gemischaufbereitung über zwei Gleichdruckvergaser vom Typ Bing 64/32/349 – 64/32/350. Die Motorschmierung ist eine Druckumlaufschmierung mit Nasssumpf.

### Kraftübertragung
Die  trockene Einscheiben-Kupplung hat eine übersetzte Tellerfeder. Das klauengeschaltete Fünfganggetriebe mit Ratschenfußschaltung hat eine Getriebeübersetzung von 4,4 / 2,86 / 2,07 / 1,67 / 1,50 :1. Die Hinterradübersetzung am Sekundärantrieb beträgt 1:3,2 (Kegel-/Tellerrad 10/32 Zähne).

### Elektrische Anlage
Die kontaktlose elektronische Zündung stammt von Bosch. Die Lichtmaschine von Bosch hat eine Leistung von 280 Watt. Der Anlasser vom Typ Valeo DR6A hat eine Leistung von 700 W. Als Zündkerzen sind die Typen Bosch W7DC, Beru 14-7DU und Champion N9YC zugelassen.

### Fahrwerk
Das Fahrwerk baut auf einem Doppelschleifenrahmen aus Stahlrohren mit angeschraubtem Heckteil auf. Das Vorderrad wird von einer Teleskopgabel mit hydraulischen Stoßdämpfern geführt und von einer Einscheibenbremse mit Ø 285 mm Durchmesser verzögert. Das Hinterrad wird durch eine Einarmschwinge mit Momentabstützung und Paralever gefedert und von einer Simplex-Trommelbremse mit Ø 200 mm Durchmesser verzögert. Der Federweg beträgt vorne 225 mm und hinten 180 mm. Felgen und Reifen sind wie folgt spezifiziert:
- Felge vorn 1,85 × 21 MTH 2
- Felge hinten 2,50 × 17 MTH 2
- Bereifung vorn 90/90 21 S
- Bereifung hinten 130/80 17 S

Das Leergewicht im vollgetankten Zustand beträgt 210 kg, das zulässiges Gesamtgewicht 420 kg. Der Kraftstoffverbrauch beträgt 4,7 Liter auf 100 km bei konstant 90 km/h. Das Motorrad beschleunigt in 6 Sekunden von 0 auf 100 km/h und erreicht eine Höchstgeschwindigkeit von 168 km/h. Der Verkaufspreis betrug 10.950 DM.

## Modellpflege

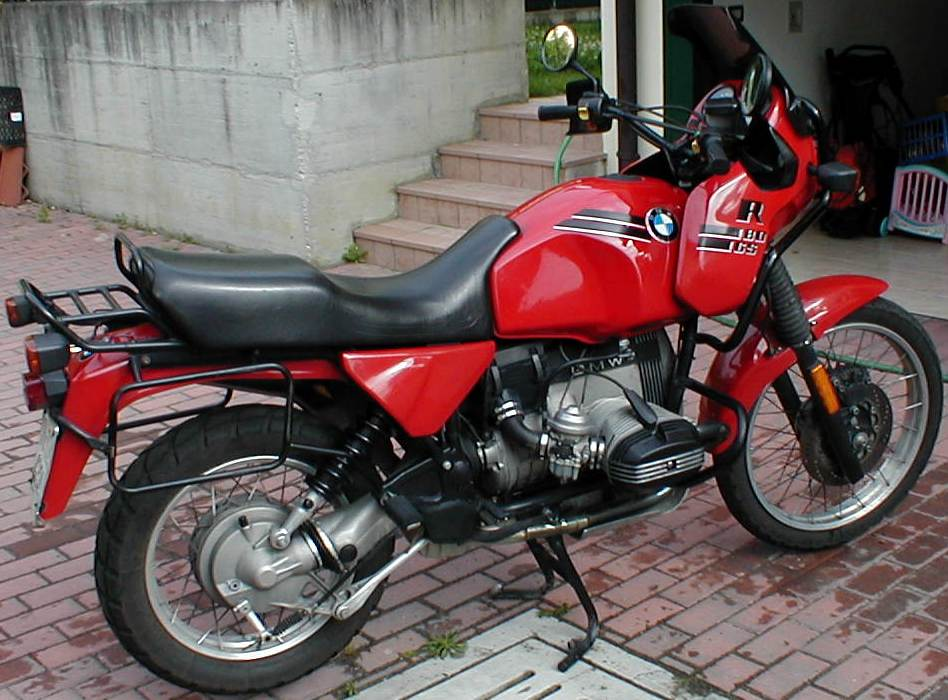
BMW R 80 GS mit rahmenfester Verkleidung (ab Bj. 1990)

In der Mitte der Bauzeit fand eine Modellpflege statt, bei der die kleine lenkerfeste Instrumentierung durch eine rahmenfeste Verkleidung ersetzt wurde. Der vorher als Sonderausstattung erhältliche Drehzahlmesser war nun serienmäßig. Durch Änderung des Tankverschlusses sank das Tankvolumen im Jahr 1990 von 26 auf 24 Liter. Der zuvor im Zündschloss integrierte Lichtschalter wurde an den rechten Handgriff verlegt und die Blinkerbetätigung geändert. Der Wechselschalter am linken Handgriff wurde durch drei Drucktasten (für Rechts, Links und Rückstellung) ersetzt.
1996 wurde noch einmal das Sondermodell R 80 GS Basic hergestellt, das die Optik der Original R 80 G/S nachempfand und der letzte Zweiventil-Boxermotor von BMW war. Die Produktion wurde am 19. Dezember 1996 eingestellt.
Motorräder mit vergleichbarer Charakteristik jener Zeit waren die Yamaha XT 600, die Honda XL 600 oder noch die Moto Guzzi NTX 650/750.